# Espiet
Espiet ist eine französische Gemeinde mit 748 Einwohnern (Stand: 1. Januar 2022) im Département Gironde in der Region Nouvelle-Aquitaine; sie gehört zum Arrondissement Libourne und zum Kanton Les Coteaux de Dordogne. Die Einwohner werden Espiétais genannt.

## Geographie
Espiet liegt etwa 27 Kilometer östlich von Bordeaux und etwa zwölf Kilometer südlich von Libourne. Das Rathaus der Gemeinde befindet sich im Ortsteil Ribeyreau. Umgeben wird Espiet von den Nachbargemeinden Saint-Quentin-de-Baron im Nordwesten und Norden, Tizac-de-Curton im Nordosten, Daignac im Osten, Blésignac im Südosten und Süden, Saint-Léon im Süden, La Sauve im Südwesten sowie Camiac-et-Saint-Denis im Westen. An der östlichen Gemeindegrenze verläuft das Flüsschen Canaudonne. Durch die Gemeinde führt die frühere Route nationale 136 (heutige D936). An einem gefluteten ehemaligen Steinbruch im Südwesten der Gemeinde entstand ein Wassersport-Zentrum.

## Bevölkerungsentwicklung
| Jahr      | 1962 | 1968 | 1975 | 1982 | 1990 | 1999 | 2011 | 2020 |
| Einwohner | 411  | 429  | 388  | 395  | 435  | 532  | 720  | 780  |

## Sehenswürdigkeiten
- Kirche Notre-Dame, im 12. Jahrhundert, Monument historique seit 2012, mit einem Weihwasserbecken aus dem 17. Jahrhundert (Monument historique)
- Neue Mühle, mittelalterliche Wehrmühle, seit 1926 Monument historique

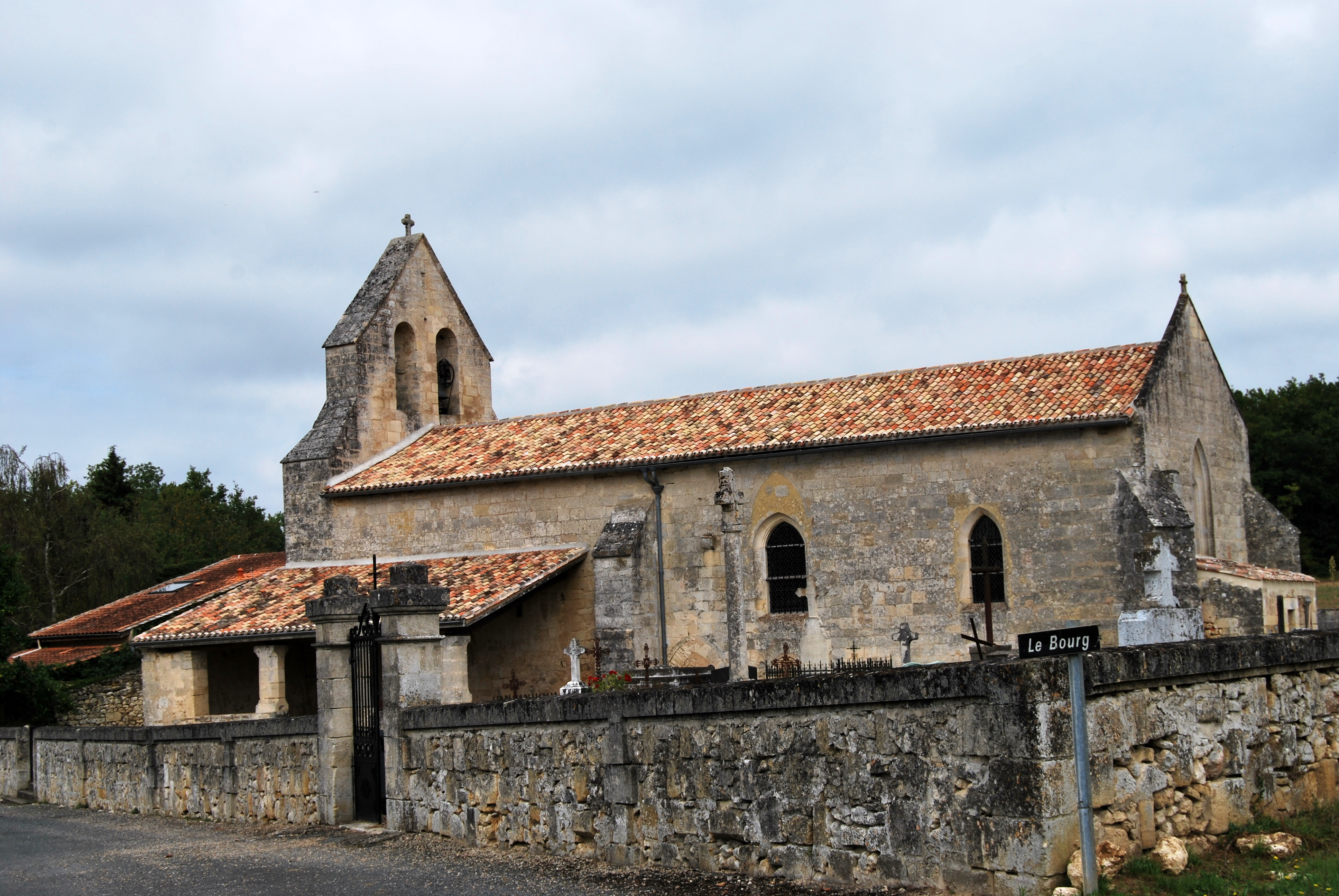
Kirche Notre-Dame
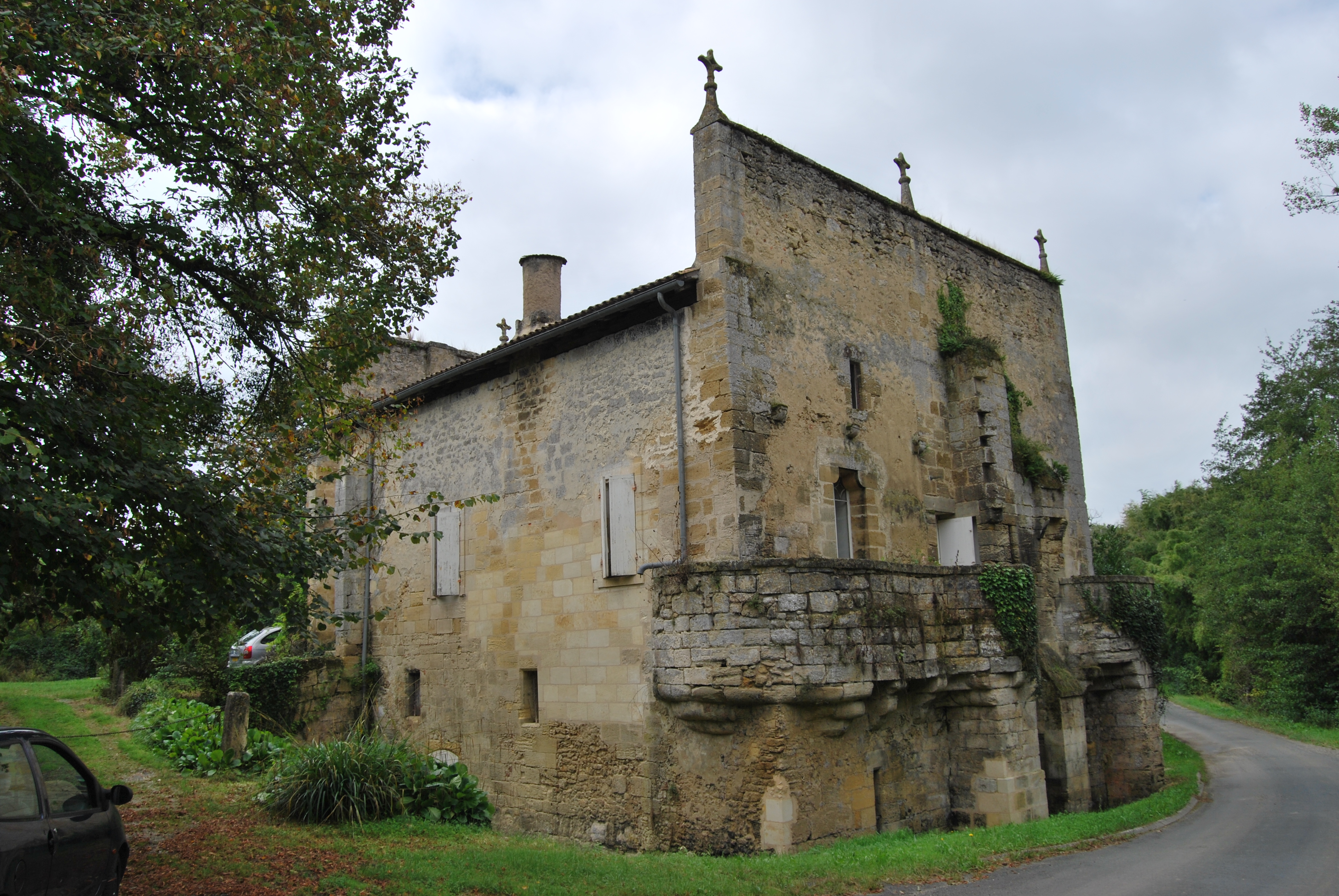
Neue Mühle
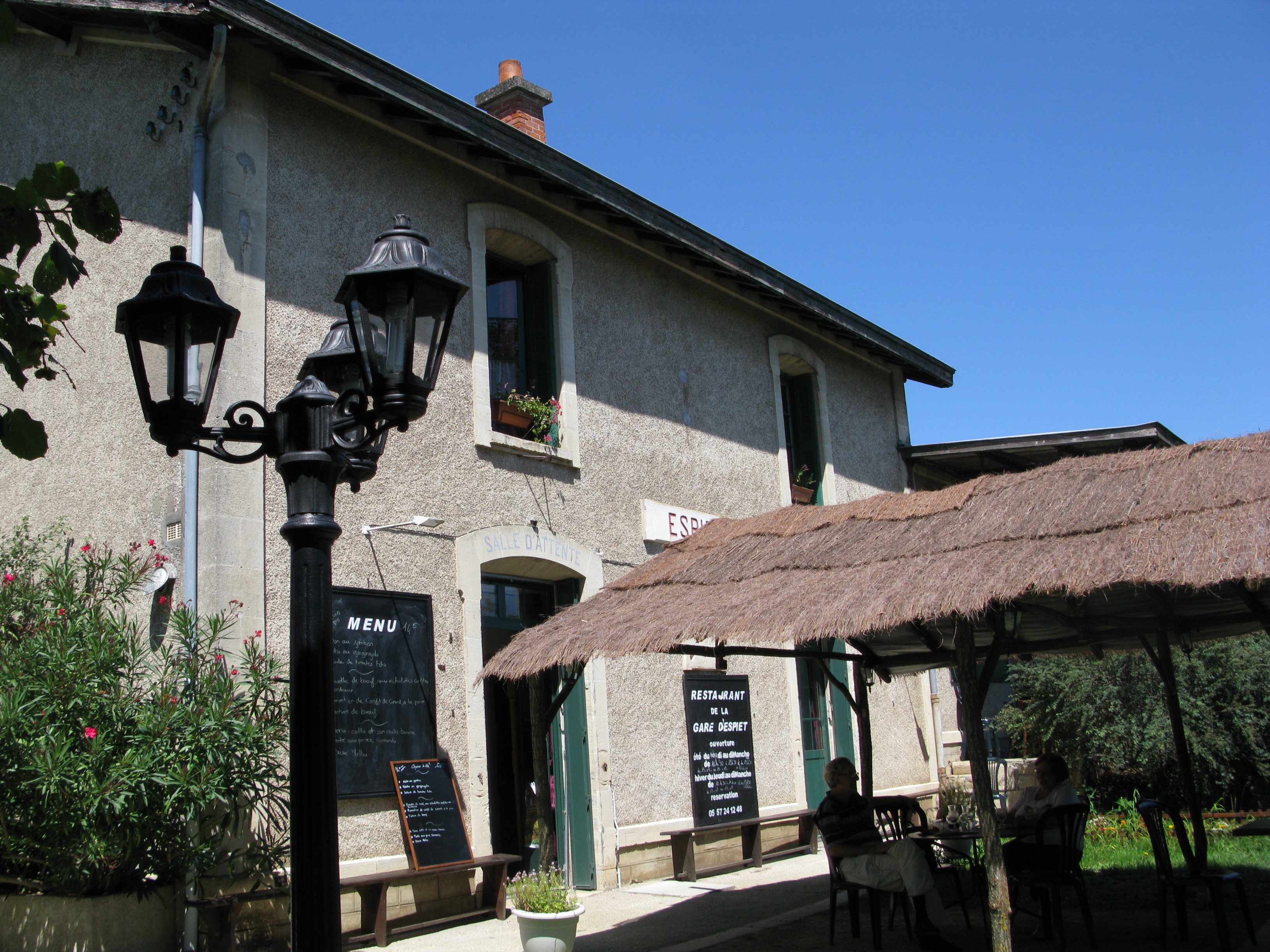
Ehemaliger Bahnhof, heute Restaurant